# Абрамчик, Нина
Ни́на Абра́мчик (девичья Левко́вич; литературный псевдоним Нина Роса; 20 марта 1916, д. Шани, сейчас Пружанский район — 27 января 2004) — белорусский общественно-политический деятель, писательница. Жена Николая Абрамчика.

## Биография

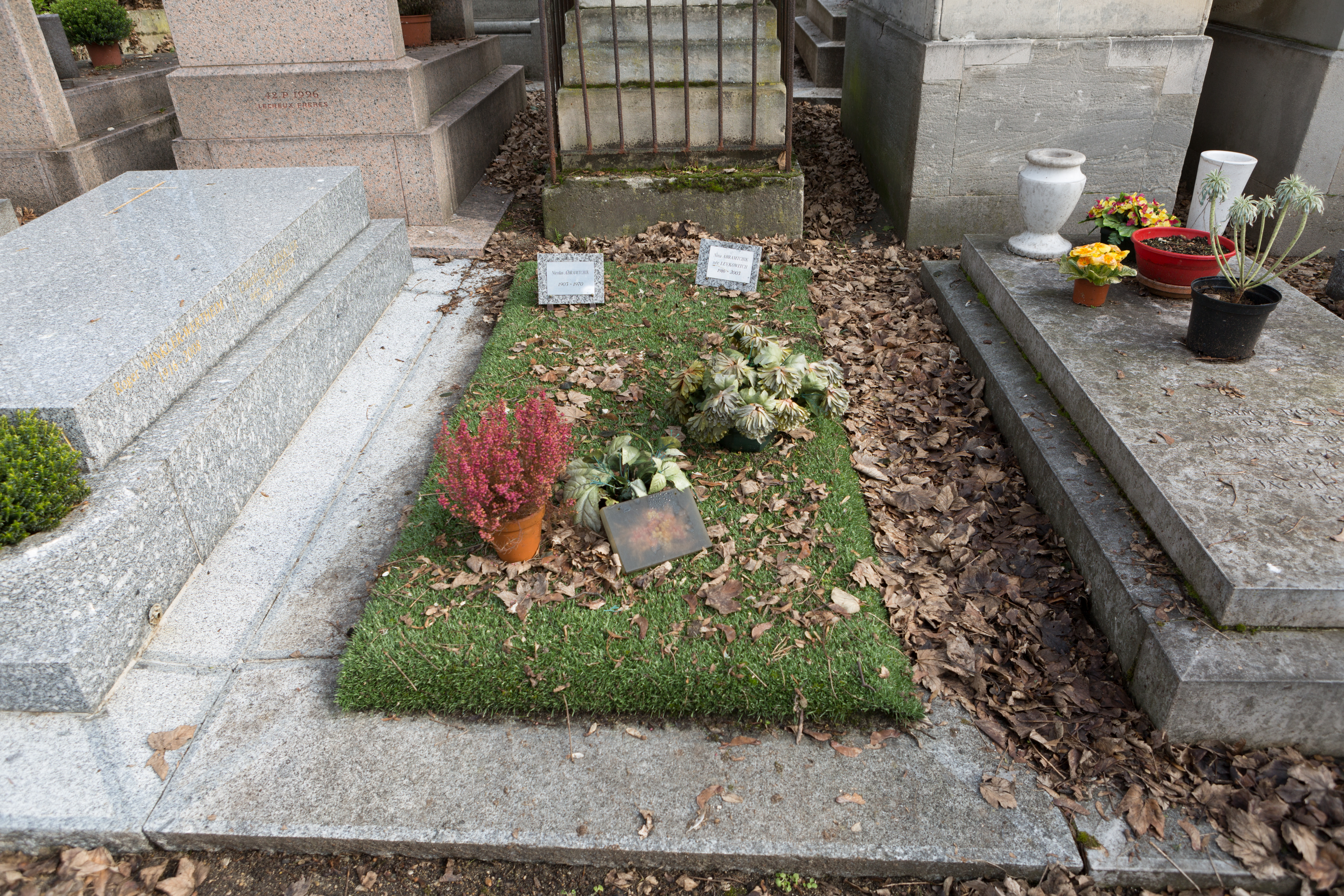
Могила Нины Абрамчик на кладбище Пер-Лашез в Париже

Окончила Виленскую белорусскую гимназию, училась в виленском Университете Стефана Батория, член Белорусского студенческого союза. С осени 1939 года учительствовала в Пружанском районе. С 1941 года жила в Берлине, где вышла замуж за Николая Абрамчика. Работала в газете «Утро» и Белорусском комитете самопомощи.
Жила в пригороде Парижа Вилепент. Похоронена в Париже на кладбище Пер-Лашез рядом с могилой своего мужа..

## Издательская деятельность
Белорусский комитет самопомощи в Берлине во второй половине 1942 года начал спорадически выпускать книги и брошюры, что было заслугой Николая Абрамчика и его жены. Летом 1942 года Абрамчиком были изданы «Сымон-музыка» Якуба Коласа, «Ад родных ніў» Ларисы Гениюш. Первая из них была перепечаткой довоенного вильнюсского издания, а вторую подготовил к печати Витовт Тумаш, пользуясь текстами, опубликованными в газете «Утро» и полученными от автора из Праги. Обе книги были одновременно опубликованы в пражской типографии «Политика» и в сентябре 1942 года рекламировались на страницах «Утра».
Нина Абрамчик также обработала и издала в 1942—1943 годах несколько книг.
- «Беларусь у песьнях», сборник популярных песен и патриотических стихотворений.
- «Гісторыя Беларусі ў картах», обработанная согласно лекциям, которые в 1941—1942 годы читал Николай Абрамчик на курсах белорусоведения в Берлине, вышла тиражом 3500 экземпляров и распространялась в белорусских школах Белостока и Варшавы.
- «Калядныя песьні», сборник 20 белорусских колядок в обработке священника Виктора Шутовича.
- «Пад гоман вясёлы», сборник 30 белорусских популярных песен, романсов и частушек.